# Rhombodera basalis
Rhombodera basalis de Haan, 1842 è un insetto mantodeo della famiglia delle Mantidi .

## Distribuzione
India, Malaysia, Thailandia, Giava e Borneo.